# Alex Webb
Alex Webb (San Francisco, 5 maggio 1952) è un fotografo statunitense.
Noto per le sue vivaci e complesse fotografie a colori. È membro di Magnum Photos dal 1979.
È autore di 16 libri, tra cui Hot Light / Half-Made Worlds (1986), Under a Grudging Sun (1989) From The Sunshine State (1996), Amazon (1997) Crossings (2003), Istanbul (2007), The Suffering of Light (2011), La Calle (2016), oltre a cinque libri con la fotografa Rebecca Norris Webb, sua moglie e partner creativa, Violet Isle (2009), Memory City (2014), Alex Webb e Rebecca Norris Webb su Street Photography e il Poetic Image (2014), Slant Rhymes (2017) e Brooklyn: The City Within (2019).
Ha esposto in musei di tutto il mondo, tra cui il Whitney Museum of Art ed il Metropolitan Museum di New York e l'High Museum of Art di Atlanta, in Georgia. Ha ricevuto una borsa di studio Guggenheim nel 2007. Ha contribuito tra l'altro a Geo, Time, National Geographic e The New York Times Magazine.

## Carriera
Nato a San Francisco, Webb è cresciuto nel New England. Si interessò per la prima volta alla fotografia come studente delle superiori e nel 1972 partecipò ai seminari di Apeiron a Millerton, New York, dove incontrò i fotografi di Magnum Bruce Davidson e Charles Harbutt. Continuò a studiare storia e letteratura all'Università di Harvard (laureandosi nel 1974), ma studiò anche fotografia al Carpenter Center for the Visual Arts. Nel 1974 lavorò come fotoreporter e nel 1976 divenne membro associato di Magnum Photos. Durante questo periodo ha documentato la vita di una piccola città nell'america del sud. Lavorò anche nei Caraibi e in Messico, cosa che lo portò, nel 1978, a iniziare a lavorare a colori, cosa che continuò a fare.
Le opere di Webb sono state esposte in tutto il mondo, tra cui il Walker Art Center, il Museum of Photographic Arts, l'International Center of Photography, l'High Museum of Art, il Museum of Contemporary Art di San Diego e il Whitney Museum of American Art. I suoi lavoro sono in numerose collezioni. Ha ricevuto commissioni dall'High Museum of Art e dalla Fondazione Banesto in Spagna.
Webb vive e lavora a Brooklyn, New York con sua moglie, Rebecca Norris Webb, che è anche una fotografa, e ha collaborato a numerosi libri.

## Pubblicazioni

### Pubblicazioni di Webb
- Hot Light / Half-Made Worlds: Photographs from the Tropics, New York: Thames & Hudson, 1986. ISBN 978-0-500-54116-6
- Under a Grudging Sun: fotografie di Haiti Libere, New York: Thames & Hudson, 1989. ISBN 978-0-500-27544-3.
- Da The Sunshine State: Photographs of Florida, New York: Monacelli Press, Inc., 1996. ISBN 978-1-885254-23-8.
- Amazon: dalle pianure alluvionali alle nuvole USA: Monacelli Press, Inc., 1997. ISBN 978-1-885254-77-1.
- Dislocations, Edizione di 40. Massachusetts: Film Study Center presso l'Università di Harvard, 1998-1999.[5]
- Traversate: fotografie dal confine USA-Messico. New York: Monacelli Press, 2003. ISBN 978-1-58093-096-3. Con un saggio di Tom Miller.
- Istanbul: la città dei cento nomi. New York: Aperture, 2007. ISBN 978-1-59711-034-1. Con Orhan Pamuk.
- La sofferenza della luce . New York: Aperture, 2011. ISBN 978-1-59711-173-7.
- La Calle . New York, NY: Aperture. 2016. p.176. ISBN 978-1-59711-371-7.

### Pubblicazioni abbinate a Rebecca Norris Webb
- Alex Webb e Rebecca Norris Webb, Isola Viola. Santa Fe: Radius Books, 2009. ISBN 978-1-934435-18-2. Introduzione di Pico Iyer.
- Alex Webb e Rebecca Norris Webb, Memory City. Sante Fe, Nuovo Messico: Radius Books. 2014. p.   172. ISBN 978-1-934435-76-2.
- Alex Webb e Rebecca Norris Webb sulla fotografia di strada e l'immagine poetica: The Photography Workshop Series. New York, NY: Aperture. 2014. p.   128. ISBN 978-1-59711-257-4. Introduzione di Teju Cole.
- Alex Webb e Rebecca Norris Webb, Slant Rhymes. Madrid: La Fábrica, 2017. ISBN 978-8416248865.
- Alex Webb e Rebecca Norris Webb, Brooklyn: The City Within. Aperture, 2019. ISBN 978-1597114561.

### Pubblicazioni con contributi di Webb
- Resistenza: rinnovo da Ground Zero. New York: Rockefeller Foundation, 2001. ISBN 0891840613. Di Webb, Antonín Kratochvíl, Jurek Wajdowicz, Carolina Salguero e Larry Towell.
- Alex Webb Habla Con Max Kozloff, Conversazioni con fotogrammi. Barcellona, Spagna: La Fabrica, 2003. ISBN 978-8495471727. Pp.   75.
- Conversazioni con fotografi contemporanei. New York: Umbrage, 2005. ISBN 978-1884167485. Trascrizione di una conversazione tra Webb e Max Kozloff. Pp.   150.
- Contatti. Provini d'Autore = Scelta della foto migliore utilizzando il foglio di contatto. Vol. II. A cura di Giammaria De Gasperis. Roma: Postcart, 2013. ISBN 978-88-98391-01-1.
- Casa. Tokyo: Magnum Photos Tokyo, 2018. ISBN 978-4-9909806-0-3.

### Pubblicazioni in lingua non inglese
- Karibik. Amburgo: Mare, 2010. ISBN 978-3866480094. Versione in lingua tedesca.
- La Sofferenza della Luce. Milano: Contrasto, 2011. ISBN 978-8869652950. Versione in lingua italiana.
- La Souffrance e la Gioia della Lumière. Parigi: Textuel, 2011. ISBN 978-2845974197. Versione in lingua francese.
- Alex Webb e Rebecca Norris Webb, Rimas de Reojo. Madrid: La Fábrica, 2017. ISBN 978-8416248940. Versione in lingua spagnola.

## Premi
- 1988: Leopold Godowsky, Jr. Color Photography Award, Photographic Resource Center (PRC) presso la Boston University.[11]
- 2007: Guggenheim Fellowship della John Simon Guggenheim Memorial Foundation.[12]
- 2019: Beneficiario del National Endowment for the Arts Grant.